# Sebastião Teixeira
Sebastião Soares Teixeira Nascimento, mais conhecido como Sebastião Teixeira  (Caeté, 30 de dezembro de 1954), é um cantor lírico brasileiro.

## Biografia
Sebastião barítono e grande intérprete de Carlos Gomes. Como o índio Tamoio, Iberê, da ópera Lo Schiavo de Carlos Gomes fez turnê por dez capitais do Brasil, papel que lhe rendeu Prêmio Carlos Gomes em 1999, como Destaque Vocal Masculino e Medalha de Honra ao Mérito da Fundação Clóvis Salgado. Foi duas vezes premiado pela Associação Paulista dos Críticos de Arte (APCA) na categoria de melhor cantor erudito.
Sebastião Teixeira teve seu primeiro contato com a música através de seu pai, mestre de bandas no interior de Minas Gerais. Iniciou seus estudos de canto lírico em Belo Horizonte com Marcos Thadeu, e Geraldo Chagas e em São Paulo estudou com Carmo Barbosa, Helly-Anne Caram e Luiz Tenaglia e se aperfeiçoa com Isabel Maresca.
Amigo de Silvio Barbato, ganhou do compositor um personagem na ópera Chagas, sobre Carlos Chagas que foi gravada em Roma pela Fiocruz e sfoi encenada no Palácio das Artes em Belo Horizonte em 2009.
Foi Pedro Malazarte na ópera de Camargo Guarnieri nas comemorações da Semana de 22 do Theatro Municipal de São Paulo em 2012.
Interpretou Ismael na adaptação para opera de “Anjo Negro” de Nelson Rodrigues.